# ボリド藻
ボリド藻（ボリドそう、英: bolidophyceans, bolidophytes）とは、不等毛藻（オクロ植物門）の1綱であるボリド藻綱（学名: Bolidophyceae）のこと、またはこれに属する生物のことである。極めて微小（直径5マイクロメートル以下）な単細胞性藻類であり、珪酸質のプレートで囲まれた不動性のものと、鞭毛をもつ遊泳性のものがあり、前者はパルマ藻ともよばれる。不動細胞と鞭毛細胞は、生活環における異なる世代を表していると考えられている。フコキサンチンを含む黄褐色の葉緑体を1個もつ。極地から熱帯まで海洋に広く分布しており、特に極地では比較的多いことがある。現生種としては3属14種ほどが知られる。水界の最も重要な生産者の1群である珪藻の姉妹群であると考えられており、その起源を考える上で重要な生物群である。

## 特徴
ボリド藻は単細胞性であり、珪酸質のプレートで囲まれた不動性のものと、裸で2本鞭毛をもつ鞭毛性のものが知られている（下図2）。この2つは、もともとボリド藻の生活環における異なる世代であると考えられている（下記参照）。不動細胞、鞭毛細胞とも小型であり、単核性（核は1個）。葉緑体は黄色、1個、4重膜で囲まれ、核膜と広く融合している。ふつうチラコイドが3枚ずつ重なってチラコイドラメラを構成している。他のチラコイドラメラを包む周縁ラメラ（ガードルラメラ）をもち、色素体DNAはこの内縁に沿ってリング状に分布する。葉緑体にピレノイドはない。光合成色素として、クロロフィルa、c1/c2、c3、フコキサンチン、ジアジノキサンチン/ジアトキサンチン、ゼアキサンチン、β-カロテンを含む。管状クリステをもつミトコンドリアが1個存在する。
不動細胞は球形、直径2–5マイクロメートル (µm) ほどであり、5または8枚の珪酸質のプレートで覆われている（図1, 2a, b）。プレートは3–4タイプに分化しており、円形の shield plate や ventral plate、三放射形の dorsal plate や girdle plate がある（下図3）。これら珪酸質プレートは、他の珪酸質外被をもつ不等毛藻（珪藻、黄金色藻など）と同様、細胞質中に形成されたSDV (珪酸沈着小胞 Silica Deposition Vesicle) 内で形成される。ボリド藻では、珪酸質プレートのうち、shield plate と ventral plate を形成するSDVは葉緑体周囲に形成されたのちに細胞膜直下に移動するのに対して、dorsal plate と girdle plate を形成するSDVは、当初から細胞膜直下に形成される。
不動細胞中には、短い中心小体が4個以上存在する点で特異である。核分裂時には、両極に中心小体が位置する核外紡錘体が形成され、これが核膜を維持した核の細胞質トンネル内に移動、やがて染色体動原体に接する核膜の一部が崩壊し、染色体が動原体微小管と結合、染色体が両極に分配される。
鞭毛細胞は直径 1–1.7 µm、側方（腹側）から前後に伸びる長い不等鞭毛をもつ（上図2c）。前鞭毛には管状小毛が生えており、管状小毛先端には3本の頂端毛がある。後鞭毛は前鞭毛より短く、先端は細くなっている（アクロネマ）。遊泳速度は極めて速く、鞭毛細胞に当初つけられた属名（現在は Triparma のシノニムとされる）である Bolidomonas のBolidは、レーシングカー（フランス語で Bolide）を意味する。微小管性鞭毛根などの鞭毛装置は確認されていない。基底小体と鞭毛の移行部には2枚の基底板があり、またらせん構造 (transitional helix) は存在しない。ゴルジ体は、鞭毛基部付近に存在する。葉緑体は細胞背側に位置し、眼点を欠く。鞭毛細胞は、鞭毛が倍加して二分裂する。
不動細胞、鞭毛細胞いずれも二分裂によって無性生殖を行う。また、不動細胞の培養株が、鞭毛細胞を生じた例が報告されている。系統的にも、不動細胞の株と鞭毛細胞の株は混じり合っていることが示されている。これらのことから、不動細胞と鞭毛細胞は同一生物群の生活環における異なる世代に相当すると考えられるようになった。トランスクリプトーム解析からは鞭毛細胞が単相世代（染色体を1セットのみもつ世代）であることが示唆されており、このことから不動細胞が複相世代（染色体を2セットもつ世代）であると考えられている。ただし、有性生殖は直接的には見つかっていない。また鞭毛細胞から不動細胞への転換も見つかっておらず、鞭毛細胞の株においては二次的にプレート形成能を喪失している可能性もある。

## 分布・生態
世界中の海洋に広く分布しているが、種によって異なる分布パターンを示す。Tetraparma pelagica、Triparma laevis、Triparma columnacea、Triparma retinervis、Triparma strigata は、極地から亜熱帯域まで広く分布している。一方、Pentalamina corona は南極域、Tetraparma catinifera、Triparma verrucosa は北極域に限られるが、Tetraparma gracilis は両極地方に分布する。Tetraparma insecta、Tetraparma silverae、Tetraparma trullifera は亜熱帯域に限られており、また Triparma mediterranea はほぼ地中海に限られている。広範囲の環境DNA調査（Tara Oceans）では、ボリド藻はピコプランクトン画分（直径 0.8–5 µm）に存在し、リード数は最大で4%、平均1%ほどであった。一方で北極・南極域では、最大12%に達した例も報告されている。また淡水域からも、ボリド藻に相当する環境DNAが報告されている。
ボリド藻の不動細胞は、寒水期には表層から深水層まで分布するが、暖水期には深水層に限られることが報告されている。ただし、鞭毛細胞は暖水期に表層に出現する可能性がある。
不動性ボリド藻の外被によく似た構造は、カイアシ類やオキアミの糞から報告されており、これら動物プランクトンの餌となっている可能性がある。また、ボリド藻のおもな捕食者は、襟鞭毛虫のような小型原生生物であると考えられているが、直接的な証拠はない。
Triparma laevis や Triparma strigata の培養株を用いた調査からは、不動細胞の増殖温度は0–10°Cであることが報告されている。一方で鞭毛細胞の増殖温度はそれよりも高く、Triparma eleuthera の鞭毛細胞の増殖温度は16–24°Cであることが報告されている。
ボリド藻に近縁な藻類である珪藻は珪酸質からなる被殻をもち、珪酸がないと増殖できない。一方でボリド藻は、珪酸質の外被をもっているにもかかわらず、珪酸がなくても増殖できる。高濃度（100 µM）の珪酸存在下では完全な珪酸質プレートを形成するが、低濃度（10 µM）では一部の珪酸質プレートを欠き、珪酸濃度 1 µM 以下になると珪酸質プレートを欠くが、増殖はできる。また、これに珪酸を加えると再び珪酸質プレートを形成する。

## 系統・分類
珪酸質のプレートで覆われたボリド藻の不動細胞は、1970年代に初めて発見され、当初は襟鞭毛虫のシスト（休眠細胞）であると考えられていた。しかしクロロフィル自家蛍光の存在や細胞内の微細構造から葉緑体の存在が示され、珪藻や黄金色藻など不等毛藻との類縁性が示唆された。Booth & Marchant (1987) は、この藻類群を黄金色藻綱の新目、パルマ目（Parmales）に分類した。このため、このような藻類はパルマ藻ともよばれる。パルマ藻の珪酸質プレートは、一部の珪藻の増大胞子（珪藻において有性生殖の結果形成される接合子）を覆う珪酸質鱗片と類似しており、珪藻との類縁性も示唆されていた。
Guillou et al. (1999) は太平洋と地中海から2本鞭毛性の小さな鞭毛藻を発見し、Bolidomonas を記載するとともに、その微細構造、光合成色素組成、分子系統解析などをもとに、ボリド藻綱（Bolidophyceae）を設立した。この研究では、ボリド藻が珪藻の姉妹群であることが強く示唆された。
やがて、Ichinomiya et al. (2011) によってパルマ藻（珪酸質プレートで覆われた不動細胞）の培養株が初めて確立された。これを用いた研究により、パルマ藻がボリド藻と同一の系統群に属するものであることが初めて明らかとなり、その後分類学的整理がなされ、パルマ目をボリド藻綱に分類することが提唱された。また鞭毛性の Bolidomonas は不動性の Triparma に極めて近縁（系統的には分けられず入れ子状になる）であり、ほぼ同一の生物の生活環における異なる世代であることが示唆され、前属は後属に含められた。
2023年現在、現生のボリド藻としては、3属14種ほどが知られている。主に不動細胞において細胞を覆うプレートの特徴および分子形質に基づいて分類されており、特に科や属の分類は、プレートの配列様式に基づいている（下図3、下表1）。また環境DNA調査から、実態が不明のいくつかの系統群の存在が示されている。ボリド藻（パルマ藻）の化石記録は、少なくとも後期白亜紀にさかのぼる。
| 表1. ボリド藻の分類体系の一例（†は化石分類群） - ボリド藻綱 Bolidophyceae Guillou & Chrétiennot-Dinet, 1999 - パルマ目 Parmales B.C.Booth & H.J.Marchant, 1987 シノニム: ボリドモナス目 Bolidomonadales Guillou & Chrétiennot-Dinet, 1999 - †Parmoligocenaceae Kaczmarska & Ehrman, 2023 - †Parmoligocena Kaczmarska & Ehrman, 2023 - ペンタラミナ科 Pentalaminaceae H.J.Marchant, 1987 - Pentalamina H.J.Marchant, 1987 円形の shield plate が2枚、大きな ventral plate が1枚、三放射形の girdle plate が2枚。 - †Pentalaminamorpha Kaczmarska & Ehrman, 2023 - トリパルマ科 Triparmaceae B.C.Booth & H.J.Marchant, 1988 シノニム: ボリドモナス科 Bolidomonadaceae Guillou & Chrétiennot-Dinet, 1999 - Tetraparma B.C.Booth, 1987 円形の shield plate が2枚、小型の ventral plate が1枚、三放射形の dorsal plate 1枚と girdle plate 3枚。 - Triparma B.C.Booth & H.J.Marchant, 1987 シノニム: Bolidomonas Guillou & Chrétiennot-Dinet, 1999 円形の shield plate が2枚、大型の ventral plate が1枚、三放射形の dorsal plate 1枚と girdle plate 3枚。ただし、珪酸質プレートをもたない鞭毛細胞のみが知られている種も含まれる。 |